# 田嶌紗蘭
田嶌 紗蘭（たじま さらん、8月25日 - ）は、日本の女性声優。和歌山県出身。mitt management所属。

## 略歴
大阪アミューズメントメディア専門学校出身。
小学6年生の頃に声優に興味を持ったが、将来の夢の作文があり、その作文では何も思い浮かばず「ショップ店員」と書いたものの、友人が「声優になりたいです」と発表したのを見て「声優とは何だろう」と思い、中学2年生の頃に自身もやってみたいと思い、声優業を志すことになった。元々アニメやゲームは好きだったが、アニメに興味を持った時期でもあったという。
2025年6月1日、自身のXアカウントにて、5月31日付けでリマックスを退所しフリーランスとなったことを発表した。7月1日、mitt managementへの所属を発表した。

## 人物
特技は絵を描くこと、動画編集、ベース、関西弁。趣味は音楽鑑賞、歌う事、ゲーム、食べ歩き、料理。資格はワープロ検定2級、普通自動車免許を有している。
印象に残っている作品として『HUNTER×HUNTER（第2作）』を挙げている。『HUNTER×HUNTER』でキルア役を演じた伊瀬茉莉也が『Yes!プリキュア5』でキュアレモネード（春日野うらら）役等を演じたのを知っていく中、伊瀬が『HUNTER×HUNTER』にてミュージカルを鑑賞したことをきっかけに声優になった事を知って「すごく素敵だな」と思い、自身にとっては夢のような事だったと思っていたという。その他、深夜アニメを観るきっかけになった作品として『デュラララ!!』を挙げている。
『アイドルマスター シャイニーカラーズ』では福丸小糸役で出演。「アイドルマスターシリーズ」については、声優になる前に同作のテレビアニメを観て憧れたと語っている。
一人っ子である。

## 出演
太字はメインキャラクター。

### テレビアニメ
2019年
- あんさんぶるスターズ!（観客）

2020年
- けだまのゴンじろー（生物学者）
- アルゴナビス from BanG Dream!（ガヤ）

2024年
- アイドルマスター シャイニーカラーズ 2nd season（福丸小糸）

2025年
- BEYBLADE X（サンゴー）

### ゲーム
2019年
- ファイトリーグ（扇鋭ガール カルピー）
- アラド戦記（白錆のシスレー、天弓アレクサンドラ、アリス・ケリー、クムロニンブス、ヒマン・ステラ）
- 白猫プロジェクト（セントリーB、ルーンナイトC、ルーンナイトM）

2020年
- アイドルマスター シャイニーカラーズ（2020年 - 2024年、福丸小糸）
- クイズRPG 魔法使いと黒猫のウィズ（ピレット・チャップ〈2代目〉、モチピ）
- ロストアーク（マリィ）

2021年
- デスティニーチャイルド（エレボス）
- 戦の海賊（ミトラ）
- クラッシュフィーバー（バージル）
- 東方ダンマクカグラ（秦こころ）
- ぷよぷよ!!クエスト（2021年 - 2023年、あたり）

2022年
- アイドルマスター ポップリンクス（福丸小糸）
- けものフレンズ3（カコミスル）
- アルケミストガーデン（トレミィ）
- Echocalypse -緋紅の神約-（レジーナ）

2023年
- 9 R.I.P（美住レイカ）
- アスタータタリクス（フィエナ）
- アイドルマスター シャイニーカラーズ Song for Prism（2023年 - 2024年、福丸小糸）

2024年
- AFK : ジャーニー（メリス）
- 恋は職場で（小野キヨ）
- 雀魂（福丸小糸）

2025年
- アイアンサーガVS（スロカイ）
- プロジェクトセカイ カラフルステージ! feat. 初音ミク
- ブルーアーカイブ -Blue Archive-（内海アオバ）

### 舞台
- キミに贈る朗読会「サトラレ 〜the reading〜 Vol.5」（2021年7月3日・4日、MsmileBOX渋谷）[22]
- キミに贈る朗読会「サトラレ 〜the reading〜 Vol.7」（2021年9月11日・12日、MsmileBOX渋谷）[23]
- 「朗読劇　走馬灯を探して」（2022年5月7日・8日、ジョイジョイシアター）[24]
- キミに贈る朗読会「サトラレ 〜the reading〜 Vol.12」（2022年9月03日・04日、MsmileBOX渋谷）[25]
- キミに贈る朗読会「STARMARIEの声と妄想の世界 Vol.4」（2022年9月10日・11日、MsmileBOX渋谷[26]）

### ラジオ
- アイドルマスター シャイニーカラーズ はばたきラジオステーション（2020年 - 、ASOBI CHANNEL※） - 週替わりパーソナリティ

### インターネット番組
- 田嶌紗蘭の今日はなにまる?（2020年 - 2021年 、ニコニコ生放送）[27]
- 丸岡和佳奈のごめんあそばせ田嶌さん（2020年12月23日 -  2021年2月17日、ニコニコ生放送、YouTube Live[28]）ゲストパーソナリティ ※全4回配信
- 田嶌紗蘭のスーパーさらんちゃんワールド（2022年 - 2023年、ニコニコ生放送、YouTube）[29]
- 佐倉薫と田嶌紗蘭の ふらっと♭喫茶（2022年、YouTube、ニコニコ生放送）[30] ※全4回

### 映像商品
- 「THE IDOLM@STER SHINY COLORS MUSIC DAWN」Blu-ray（2021年）[31]
- 「THE IDOLM@STER SHINY COLORS 2ndLIVE STEP INTO THE SUNSET SKY」Blu-ray（2021年）[32]
- 「THE IDOLM@STER SHINY COLORS 3rdLIVE TOUR PIECE ON PLANET / NAGOYA / TOKYO / FUKUOKA」Blu-ray（2022年）[33]  [34]  [35]
- 「THE IDOLM@STER SHINY COLORS 4thLIVE 空は澄み、今を越えて。」Blu-ray（2022年）[36]
- バンダイナムコエンターテインメントフェスティバル 2nd 2days LIVE Blu-ray（2023年）[37]
- THE IDOLM@STER M@STERS OF IDOL WORLD!!!!! 2023 Blu-ray PERFECT BOX!!!!!（2023年）[38]
- 「THE IDOLM@STER SHINY COLORS 5thLIVE If I_wings.」Blu-ray（2023年）[39]
- 283PRODUCTION SOLO PERFORMANCE LIVE「我儘なまま」Blu-ray（2024年）[40]
- THE IDOLM@STER SHINY COLORS 5.5th Anniversary LIVE「星が見上げた空」Blu-ray（2024年）[41]
- 「異次元フェス アイドルマスター★♥ラブライブ！歌合戦」Blu-ray（2024年）[42]

### その他コンテンツ
- LINEスタンプ『アイドルマスター シャイニーカラーズ ギミー編』（2020年、福丸小糸）
- ビクマっ娘（2020年、もおか[43]）
- 声優マンスリーVRチャンネル（2023年 - 、[44]）

## ディスコグラフィ

### キャラクターソング
| 発売日   | 商品名                                                                               | 歌                                     | 楽曲 | 備考                                                                     |
| 2020年   | 2020年                                                                               | 2020年                                 | 2020年 | 2020年                                                                   |
| -------- | ------------------------------------------------------------------------------------ | -------------------------------------- | --- | ------------------------------------------------------------------------ |
| 4月8日   | THE IDOLM@STER SHINY COLORS GR@DATE WING 01                                          | シャイニーカラーズ                     | 「シャイノグラフィ」 「Dye the sky.」 | ゲーム『アイドルマスター シャイニーカラーズ』関連曲                      |
| 9月16日  | THE IDOLM@STER SHINY COLORS GR@DATE WING 07                                          | ノクチル                               | 「いつだって僕らは」 「あの花のように」 「シャイノグラフィ」 | ゲーム『アイドルマスター シャイニーカラーズ』関連曲                      |
| 2021年   |                                                                                      |                                        | |                                                                          |
| 2月17日  | THE IDOLM@STER SHINY COLORS COLORFUL FE@THERS -Luna-                                 | Team.Luna                              | 「リフレクトサイン」 | ゲーム『アイドルマスター シャイニーカラーズ』関連曲                      |
| 2月17日  | THE IDOLM@STER SHINY COLORS COLORFUL FE@THERS -Luna-                                 | 福丸小糸（田嶌紗蘭）                   | 「わたしの主人公はわたしだから！」 | ゲーム『アイドルマスター シャイニーカラーズ』関連曲                      |
| 4月14日  | THE IDOLM@STER SHINY COLORS L@YERED WING 01                                          | シャイニーカラーズ                     | 「Resonance⁺」 「Color Days」 | ゲーム『アイドルマスター シャイニーカラーズ』関連曲                      |
| 4月24日  | THE IDOLM@STER SHINY COLORS SOLO COLLECTION -3rdLIVE TOUR PIECE ON PLANET / TOKYO-   | 福丸小糸（田嶌紗蘭）                   | 「いつだって僕らは」 | ゲーム『アイドルマスター シャイニーカラーズ』関連曲                      |
| 5月29日  | THE IDOLM@STER SHINY COLORS SOLO COLLECTION -3rdLIVE TOUR PIECE ON PLANET / FUKUOKA- | 福丸小糸（田嶌紗蘭）                   | 「あの花のように」 | ゲーム『アイドルマスター シャイニーカラーズ』関連曲                      |
| 10月13日 | THE IDOLM@STER SHINY COLORS L@YERED WING 07                                          | ノクチル                               | 「僕らだけの未来の空」 「今しかない瞬間を」 「Resonance⁺」 | ゲーム『アイドルマスター シャイニーカラーズ』関連曲                      |
| 10月27日 | ココからもっと！ぷよぷよ!!!                                                          | あたり（田嶌紗蘭）                     | 「ココからもっと！ぷよぷよ!!!」 | ゲーム『ぷよぷよ!!クエスト』テーマソング                                 |
| 2022年   |                                                                                      |                                        | |                                                                          |
| 2月14日  | THE IDOLM@STER SHINY COLORS SOLO COLLECTION -L@YERED WING part 1-                    | 福丸小糸（田嶌紗蘭）                   | 「僕らだけの未来の空」 | ゲーム『アイドルマスター シャイニーカラーズ』関連曲                      |
| 2月14日  | THE IDOLM@STER SHINY COLORS SOLO COLLECTION -L@YERED WING part 2-                    | 福丸小糸（田嶌紗蘭）                   | 「今しかない瞬間を」 | ゲーム『アイドルマスター シャイニーカラーズ』関連曲                      |
| 4月13日  | THE IDOLM@STER SHINY COLORS PANOR@MA WING 01                                         | シャイニーカラーズ                     | 「虹の行方」 「Daybreak Age」 | ゲーム『アイドルマスター シャイニーカラーズ』関連曲                      |
| 4月23日  | THE IDOLM@STER SHINY COLORS Synthe-Side 02                                           | 放課後クライマックスガールズ、ノクチル | 「相合学舎」 | ゲーム『アイドルマスター シャイニーカラーズ』関連曲                      |
| 4月23日  | THE IDOLM@STER SHINY COLORS Synthe-Side 02                                           | 福丸小糸（田嶌紗蘭）                   | 「相合学舎」 | ゲーム『アイドルマスター シャイニーカラーズ』関連曲                      |
| 8月13日  | THE IDOLM@STER SHINY COLORS B☆Health                                                 | シャイニーカラーズ                     | 「283体操」 「シャイニーエクササイズ」 | ゲーム『アイドルマスター シャイニーカラーズ』関連曲                      |
| 10月12日 | THE IDOLM@STER SHINY COLORS PANOR@MA WING 07                                         | ノクチル                               | 「Catch the Breeze」 「アスファルトを鳴らして」 「虹の行方」 | ゲーム『アイドルマスター シャイニーカラーズ』関連曲                      |
| 12月7日  | THE IDOLM@STER SHINY COLORS OFF VOCAL COLLECTION 02                                  | Team.Luna                              | 「リフレクトサイン」 | ゲーム『アイドルマスター シャイニーカラーズ』関連曲                      |
| 2023年   |                                                                                      |                                        | |                                                                          |
| 1月18日  | THE IDOLM@STER SHINY COLORS WING COLLECTION -A side-                                 | シャイニーカラーズ                     | 「Spread the Wings!! -25 colors-」 「Ambitious Eve -25 colors-」 「シャイノグラフィ -25 colors-」 「Resonance⁺ -25 colors-」 「SNOW FLAKES MEMORIES -25 colors-」 「FUTURITY SMILE -25 colors-」 | ゲーム『アイドルマスター シャイニーカラーズ』関連曲                      |
| 2月8日   | THE IDOLM@STER SHINY COLORS WING COLLECTION -B side-                                 | シャイニーカラーズ                     | 「Multicolored Sky -25 colors-」 「いつか Shiny Days -25 colors-」 「Dye the sky. -25 colors-」 「Color Days -25 colors-」 「Let's get a chance -25 colors-」 「SWEET♡STEP -25 colors-」         | ゲーム『アイドルマスター シャイニーカラーズ』関連曲                      |
| 2月11日  | THE IDOLM@STER SHINY COLORS SOLO COLLECTION -M@STERS OF IDOL WORLD!!!!! 2023-        | 福丸小糸（田嶌紗蘭）                   | 「Let’s get a chance」 | ゲーム『アイドルマスター シャイニーカラーズ』関連曲                      |
| 3月18日  | THE IDOLM@STER SHINY COLORS SOLO COLLECTION -5thLIVE If I_wings. part1-              | 福丸小糸（田嶌紗蘭）                   | 「Catch the Breeze」 | ゲーム『アイドルマスター シャイニーカラーズ』関連曲                      |
| 3月18日  | THE IDOLM@STER SHINY COLORS SOLO COLLECTION -5thLIVE If I_wings. part2-              | 福丸小糸（田嶌紗蘭）                   | 「アスファルトを鳴らして」 | ゲーム『アイドルマスター シャイニーカラーズ』関連曲                      |
| 7月22日  | THE IDOLM@STER SHINY COLORS SOLO COLLECTION -SOLO PERFORMANCE LIVE 我儘なまま Luna-  | 福丸小糸（田嶌紗蘭）                   | 「リフレクトサイン」 | ゲーム『アイドルマスター シャイニーカラーズ』関連曲                      |
| 9月13日  | THE IDOLM@STER SHINY COLORS “CANVAS” 06                                              | ノクチル                               | 「Reflection」 「夢が夢じゃなくなるその日まで」 「青とオレンジ」 | ゲーム『アイドルマスター シャイニーカラーズ』関連曲                      |
| 10月18日 | THE IDOLM@STER SHINY COLORS Song for Prism 星の声                                    | シャイニーカラーズ                     | 「星の声」 | ゲーム『アイドルマスター シャイニーカラーズ Song for Prism』テーマソング |
| 2024年   |                                                                                      |                                        | |                                                                          |
| 3月2日   | THE IDOLM@STER SHINY COLORS SOLO COLLECTION -6thLIVE TOUR Come and Unite! part1-     | 福丸小糸（田嶌紗蘭）                   | 「Reflection」 | ゲーム『アイドルマスター シャイニーカラーズ』関連曲                      |
| 3月2日   | THE IDOLM@STER SHINY COLORS SOLO COLLECTION -6thLIVE TOUR Come and Unite! part2-     | 福丸小糸（田嶌紗蘭）                   | 「夢が夢じゃなくなるその日まで」 | ゲーム『アイドルマスター シャイニーカラーズ』関連曲                      |
| 3月2日   | THE IDOLM@STER SHINY COLORS SOLO COLLECTION -6thLIVE TOUR Come and Unite! part3-     | 福丸小糸（田嶌紗蘭）                   | 「青とオレンジ」 | ゲーム『アイドルマスター シャイニーカラーズ』関連曲                      |
| 4月3日   | THE IDOLM@STER SHINY COLORS Song for Prism ハナムケのハナタバ / 青空                 | ノクチル                               | 「青空」 | ゲーム『アイドルマスター シャイニーカラーズ Song for Prism』関連曲       |
| 7月27日  | THE IDOLM@STER SHINY COLORS LIVE FUN!! -Beyond the Blue sky part2-                   | 福丸小糸（田嶌紗蘭）                   | 「SNOW FLAKES MEMORIES」 | ゲーム『アイドルマスター シャイニーカラーズ』関連曲                      |
| 10月9日  | THE IDOLM@STER SHINY COLORS ECHOES 06                                                | ノクチル                               | 「いつかのキミへ」 「365日のストーリー」 「Migratory Echoes（ノクチルVer.）」 | ゲーム『アイドルマスター シャイニーカラーズ』関連曲                      |
| 11月27日 | THE IDOLM@STER SHINY COLORS Song for Prism Heads or Tails？ / グッバイ               | ノクチル                               | 「グッバイ」 | ゲーム『アイドルマスター シャイニーカラーズ Song for Prism』関連曲       |
| 12月25日 | THE IDOLM@STER SHINY COLORS Over the prism                                           | ノクチル                               | 「未来へのSign」 「プリズムフレア」 | テレビアニメ『アイドルマスター シャイニーカラーズ 2nd season』関連曲     |
| 12月25日 | THE IDOLM@STER SHINY COLORS Over the prism                                           | シャイニーカラーズ                     | 「プリズムフレア -23 colors-」 | テレビアニメ『アイドルマスター シャイニーカラーズ 2nd season』関連曲     |

### その他参加作品
| 発売日        | 商品名                                           | 歌                                                   | 楽曲                   | 備考                                                         |
| ------------- | ------------------------------------------------ | ---------------------------------------------------- | ---------------------- | ------------------------------------------------------------ |
| 2022年12月5日 | 283PRODUCTION UNIT LIVE SETSUNA BEAT ORIGINAL CD | 土屋李央、田嶌紗蘭、河野ひより、芝崎典子             | 「NEO THEORY FANTASY」 | ライブイベント『283PRODUCTION UNIT LIVE SETSUNA BEAT』関連曲 |
| 2022年12月5日 | 283PRODUCTION UNIT LIVE SETSUNA BEAT ORIGINAL CD | 和久井優、土屋李央、田嶌紗蘭、岡咲美保               | 「夢咲きAfter school」 | ライブイベント『283PRODUCTION UNIT LIVE SETSUNA BEAT』関連曲 |
| 2022年12月5日 | 283PRODUCTION UNIT LIVE SETSUNA BEAT ORIGINAL CD | 前川涼子、丸岡和佳奈、田嶌紗蘭、岡咲美保、永井真里子 | 「Black Reverie」      | ライブイベント『283PRODUCTION UNIT LIVE SETSUNA BEAT』関連曲 |